# Capucine Coudrier
Capucine Coudrier, née à Nantes (Loire-Atlantique) le 11 mai 2000, est une féministe, créatrice de contenus et étudiante française. Elle anime un podcast, puis une page Facebook et un compte Instagram appelés Ovaires the Rainbow,.

## Biographie

### Parcours
Capucine Coudrier grandit à Chaumes-en-Retz, étudie au collège de Saint-Père-en-Retz puis au lycée Notre-Dame-d'Espérance à Saint-Nazaire. Elle étudie ensuite à l'université de Nantes où elle passe une licence Lettres-langues. Elle entre ensuite en master en Communication & Médias à Audencia.
À la fin du collège, à quinze ans, elle se met en couple avec un garçon. Durant les trois ans que dure leur relation, il lui fait subir de nombreuses violences conjugales. Petit à petit, il l'isole de ses amis et de sa famille, la rabaisse psychologiquement (remarques, critiques récurrentes), puis l'agresse physiquement de manière régulière. Ces violences physiques s'accompagnent de violences sexuelles où il la force à avoir des rapports sexuels. Elle réussit à sortir de son emprise lorsqu'il la trompe, après trois ans de relation toxique et abusive. 
Capucine Coudrier entame quelque temps après une nouvelle relation amoureuse beaucoup plus saine, qui lui fait réaliser ce qu'elle a vécu. Elle trouve conseil auprès de l'association Solidarité Femmes et entame une psychothérapie pour se reconstruire après les traumatismes subis durant cette relation. En octobre 2020, elle porte plainte contre son ex. La plainte est classée sans suite en 2022.

### Créatrice de contenus
Capucine Coudrier décide de créer du contenu en ligne pour faire de la prévention contre les violences conjugales. Le 15 juillet 2020, elle publie le premier épisode de son podcast Ovaires the Rainbow, dans lequel elle donne chaque mois la parole à des femmes, en les interrogeant sur leur parcours et les problématiques qu'elles rencontrent. Par la suite, elle se lance sur Facebook, puis Instagram, où elle anime le compte Ovaires the Rainbow en produisant du contenu féministe. Elle y poste notamment des portraits de « femmes de pouvoir », des anecdotes ou des actualités sur le féminisme.
En plus de son activité sur les réseaux sociaux, Capucine Coudrier raconte également son expérience dans les médias et dans des établissements scolaires, pour faire de la prévention contre les violences conjugales,.
En 2022, Capucine Coudrier interviewe Maggie Desmarais, victime du youtubeur français Norman Thavaud.